# Chesters Bridge
Chesters Bridge byl římský most přes řeku North Tyne ve vesnici Chollerford v hrabství Northumberland v Anglii a nacházel se v blízkosti římské pevnosti Chesters na Hadriánově valu. Tato pevnost, zmíněná v dokumentu Notitia Dignitatum, byla známa jako Cilurnum nebo Cilurvum.

## Doba římská
Ke zbytkům mostu na východním břehu řeky North Tyne vede pěšina z nedalekého kamenného Chollerfordského mostu. Tyto pozůstatky byly nalezeny až v roce 1860. Východní opěrný pilíř zůstává vysoko na druhém břehu, i když se někdy dostane pod zvýšenou hladinu řeky. Ta v průběhu staletí posunula řečiště přibližně o 20 metrů na západ, takže západní pilíř voda zakryla nánosy nebo odnesla.
V roce 2016 byl přístup veřejnosti k římským mostním pilířům na nějakou dobu[ujasnit] pozastaven kvůli poškození, které způsobila tehdejší povodeň.

## Účel stavby a jeho obránci

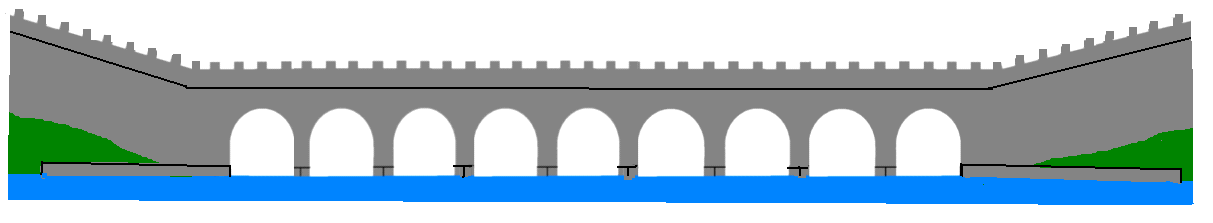
Představa o podobě mostu, po němž Hadriánův val přecházel přes řeku North Tyne

Po tomto (druhém) mostě zde řeku North Tyne přecházela římská vojenská silnice Military Way cestou na sever, za Hadriánův val, a most hájila nejdříve kavalérie ze sousední pevnosti, později pěchota.
Z raného nápisu na oltáři zasvěceném Disciplině nalezeného v roce 1978 vyplývá, že nejstarším známým vojenským oddílem byl oddíl kavalérie ala Augusta ob virtutem appellata („pojmenovaný Augusta kvůli své chrabrosti“).

## První most
Původní římská cesta mezi vesnicí Corbridge a Carlisle, známá jako Stanegate, zde přecházela přes řeku North Tyne buď pomocí brodu, nebo po dřevěném mostě, který stál více než osm set metrů po proudu od pevnosti Chesters. V době, kdy se stavěl Hadriánův val, se Stanegate stále ještě používala.
Účelem mostu bylo umožnit pěším dostat se na druhou stranu řeky nahoře po Hadriánově valu. Výstavba, nebo přinejmenším příprava staveniště, začala v první nebo druhé sezoně stavby Hadriánova valu (pravděpodobně v roce 122, popřípadě 123).

### Popis prvního mostu
První most byl méně masivní než jeho nástupce. Řeku překonával díky přinejmenším osmi šestihranným kamenným pilířům vzdáleným od sebe přibližně 4 metry. První z nich (bráno z východního konce) lze stále vidět tam, kde se stal součástí pozdějšího opěrného pilíře.
Celková délka mostu byla 61 metr. Podle tvaru pilířů měl být široký 3 metry, tedy stejně jako Hadriánův val v této oblasti. Ten překonával řeku díky několika malých kamenných oblouků. Jejich předpokládaný počet je devět. Zdivo mostu zřejmě bylo prosté, ale odolné.
Most pravděpodobně zůstal stát i v období od přibližně roku 140 do 160, kdy bylo vojsko z Hadriánova valu přesunuto na sever, aby hájilo novou obrannou linii, Antoninův val ve Skotsku.

## Druhý most
Tento druhý most pravděpodobně pochází ze začátku 3. století (jiní udávají léta 162-165 nebo rok 206).
Když se vojsko vrátilo na Hadriánův val poté, co bylo staženo z Antoninova valu, první most zbořili a nahradili ho mostem se silnicí. Vozovka byla šest metrů široká, na obou stranách most ohraničovaly kamenné parapety. Ty byly v pravidelných intervalech přerušovány volně stojícími sloupy: jako na jiných římských mostech podobných rozměrů i na nich pravděpodobně stály sochy.

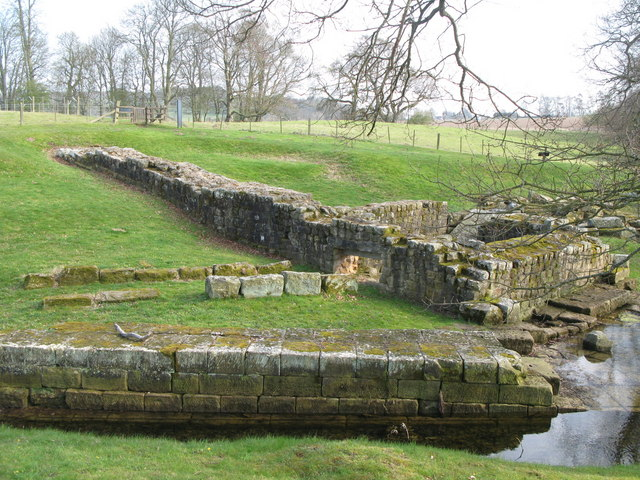
Hadriánův val a opěrný pilíř mostu

Most měl ztělesňovat prestiž Římské říše a jejího císaře.
Druhý most byl mnohem vyšší. Na pevném základě vyrostl most se čtyřmi oblouky na třech odolných říčních pilířích, které od sebe dělilo 10,4 m. Mohutné kamenné kvádry tohoto šestihranného pilíře přenášeli a zvedali pomocí krepny, proto nesou stopy po otvorech pro tento nástroj. Kvádry držely pohromadě dlouhé železné spojky zapuštěné do zdiva, aby se přední strana mostu zpevnila.
Celková délka mostu činila 57,6 metru. O tom, že byl z kamene, svědčí nejen několik voussoirů (kamenů ve tvaru klínu, pocházejících z oblouků), ale i římsové bloky s rýhami pro svislé parapetové desky a úhlové lišty. Existují také názory, že v horní části druhého mostu bylo použito dřevo. Na obou březích stály strážní věže.
Do severní strany východního pilíře je vytesán symbol mužské plodnosti (petrosomatoglyf).

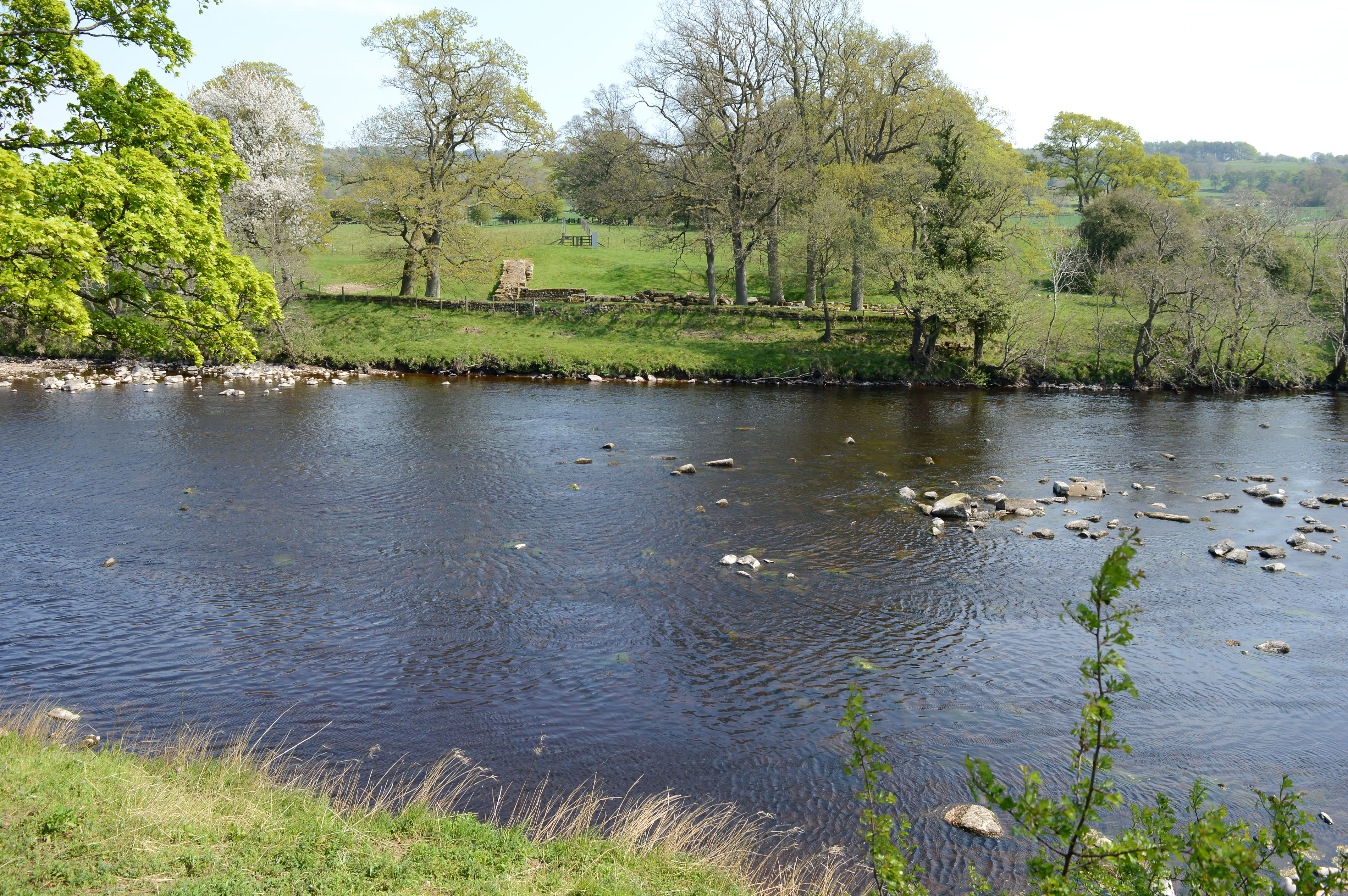
Chesters Bridge ze západního břehu řeky North Tyne

Po 3. století neexistují žádné důkazy o dalších opravách nebo změnách na mostě.

### Nálezy
Mince z druhé poloviny 4. století a keramika nalezená u nájezdové rampy na západním konci svědčí o tom, že most byl používán do konce římské doby na začátku 5. století.

### Doba pozdější
Demolice tohoto druhého mostu je typickým příkladem, jak Sasové využívali materiální dědictví po Římanech. Most byl v 70. letech 7. století systematicky bourán a z jeho kamene stavěli kostel sv. Wilfrida v městě Hexham.

## Vykopávky

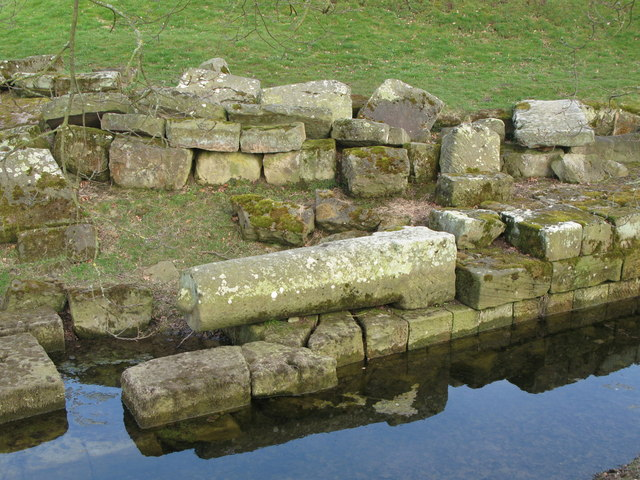
Římský sloup u opěrného pilíře

Na začátku 19. století Nathaniel Clayton, majitel Chesters House, přemístil stovky tun zeminy, aby zakryl poslední zbytky pevnosti v rámci krajinářské úpravy terénu, čímž vytvořil hladký souvislý trávník, který se svažoval k řece; Nathaniel Clayton vytvořil sbírku řady římských artefaktů, které pak zůstaly v majetku rodiny.
Jeho syn John Clayton, známý sběratel starožitností, však veškeré otcovy terénní úpravy odstranil, pevnost vykopal a pro své nálezy založil malé muzeum. Pustil se do dalších vykopávek, mimo jiné v římské pevnosti Housesteads, Mithrově chrámu ve vesnici Carrawburgh a v další pevnosti Hadriánova valu, Carvoranu.